# Monet Mazur
Monet Happy Mazur (født 17. april 1976) er en amerikansk skuespiller, model og musiker.
Mazur blev født i Los Angeles, Californien, som datter af en tidligere modemodel og Ruby Mazur, en illustrator, som arbejdede i pladebranchen og er kendt for at designe albumcovere for blandt andet Rolling Stones og Billy Joel.  Mazur har fire søskende: Nicholas, Cézanne, Matisse og Miro. Hendes fætter er Epic Mazur, medforsanger i det Hollywood-baserede band Crazy Town. Mazur er af jødisk afstamning på hendes fars side.
I sommeren 2005 fødte Mazur sønnen Preston Daniel de Rakoff, hendes første barn med sin mand Alex de Rakoff, som hun giftede sig med i april 2005. Hun har tidligere dannet par med skuespillerne Adrien Brody, Ashton Kutcher og guitaristen Dave Navarro.
Hun har også medvirket i flere tv-shows, herunder CSI: Miami, Cold Case, Jack & Jill, Strange World og Party of Five.